# Jacques Barrot

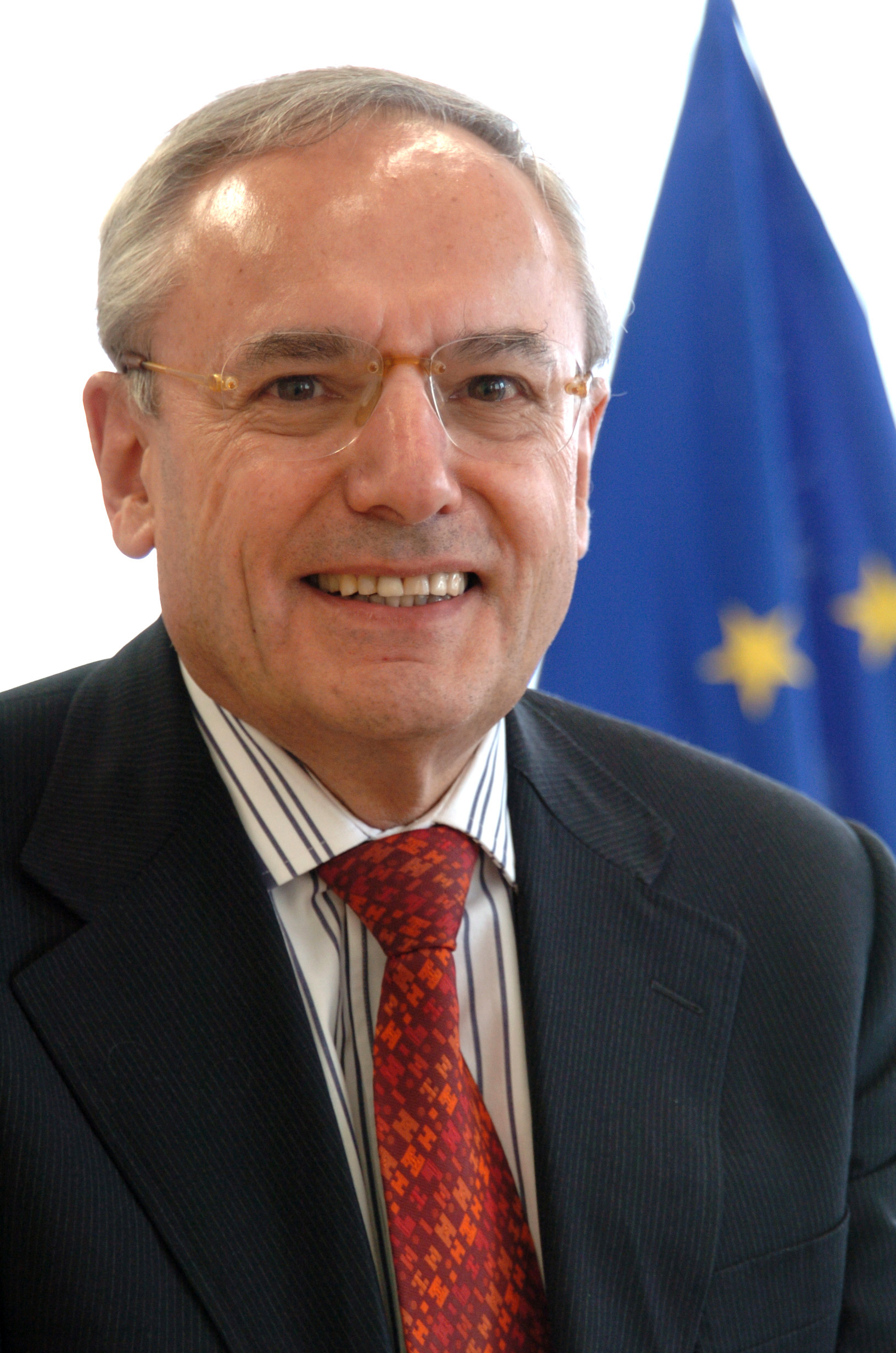
Jacques Barrot 2004.

Jacques Barrot, född 3 februari 1937 i Yssingeaux, Haute-Loire, död 3 december 2014 i Neuilly-sur-Seine, var en fransk politiker.
Barrot innehade först flera olika ministerposter i Frankrike, och var medlem i det konservativa partiet UMP. Han utnämndes i april 2004 till EU-kommissionär med ansvar för unionens regionalpolitik i Prodi-kommissionen sedan företrädaren Michel Barnier kallats hem för att bli fransk utrikesminister. När Kommissionen Barroso I tillträdde i november 2004 blev han transportkommissionär och en av fem vice ordförande. Efter att Franco Frattini blivit italiensk utrikesminister övertog Barrot dennes portfölj som kommissionär med ansvar för rättsliga frågor. Han avgick i samband med att Kommissionen Barroso II tillträdde.
Barrot anklagades för bedrägeri, och en stor skandal uppstod när den brittiska Europaparlamentarikern Nigel Farage avslöjade Barrots brott under 2004 precis innan kommissionen skulle påbörja sin mandatperiod. Det var under år 2000 som Barrot begick bedrägeriet, men han fick amnesti av president Jacques Chirac, vilket till och med gjorde det illegalt att nämna Barrots brott i Frankrike.